# Trget
Trget (do roku 1880 Trgetarić, italsky Traghetto) je malá vesnice a přímořské letovisko v Chorvatsku v Istrijské župě, spadající pod opčinu Raša. Nachází se u Rašského zálivu, asi 11 km jihozápadně od Labinu. V roce 2011 zde trvale žilo 35 obyvatel.
Narodil se zde chorvatský malíř Renato Percan.